# Rimogne
 Rimogne  es una población y comuna francesa, en la región de Champaña-Ardenas, departamento de Ardenas, en el distrito de Charleville-Mézières y cantón de Rocroi.

## Demografía
| 1533 | 1477 | 1327 | 1388 | 1323 | 1416 |
| Para los censos de 1962 a 1999 la población legal corresponde a la población sin duplicidades (Fuente: INSEE [Consultar]) |      |      |      |      |      |